# Uherská obrana
Uherská obrana (ECO C50) je šachové zahájení otevřených her. Je charakterizováno tahy
1. e4 e5 2. Jf3 Jc6 3. Sc4 Se7
Nevyskytuje se tak často a vede do méně prozkoumaných vod, než častější 3...Sc5 Italská hra a 3... Jf6 Hra dvou jezdců v obraně.
V Uherské obraně černý ponechává bílému prostorovou převahu. Reaguje-li ale bílý poklidně, často hra do Hry dvou jezdců v obraně přechází.

## Historie
Poprvé se hrála v korespondenční partii Paříž-Budapešť, 1842-45 . Občas ji použijí poziční hráči, kterým nevadí stísněné postavení.

## Varianty
1.e4 e5 2. Jf3 Jc6 3. Sc4 Se7
- 4. d3 Jf6 přechází do Hry dvou jezdců v obraně
- 4. 0-0 d6; po 4... Jf6 hra také přechází do Hry dvou jezdců v obraně
- 4. d4 je nejambicióznější pokračování
  - 4... exd4 bílý může zvolit 5. c3 Ja5 s komplikovanou hrou (5... dxc3?! 6. Dd5 Jh6 7. Sxh6 0-0! 8. Sxg7 Kxg7 je pozice bílého lepší); nebo 5. Jxd4 kde má bílý prostorovou převahu, hra přechází do Skotské hry.
  - 4...d6 hlavní obrana
    - 5. d5 Jb8 má bílý prostorovou převahu, uzavřená pozice dává černém šanci na protihru
    - 5. dxe5 dxe5 a zde se bílý může rozhodnout mezi výměnou dam 6. Dxd8 Sxd8 s minimální převahou bílého v koncovce a aktivnějším 6. Sd5
    - 5. Jc3 Jf6 6. h3 0-0 7. 0-0 s prostorovou převahou bílého, černá pozice je ale pevná